# Parepisparis brevidactyla
Parepisparis brevidactyla là một loài bướm đêm trong họ Geometridae.